# بوتش جوترو
بوتش جوترو هو شخصية أعمال وسياسي أمريكي، ولد في 21 ديسمبر 1947 في مورغان سيتي في الولايات المتحدة، وتوفي في 22 فبراير 2020. نشط حزبياً في الحزب الديمقراطي. وقد انتخب عضو مجلس ولاية لويزيانا ‏ وانتخب عضو مجلس نواب لويزيانا ‏.